# Ja-nay
Ja-nay（ジャナイ）は、鹿賀丈史のシングル。1996年8月1日にメディア・レモラスから発売され（規格品番：MRDA-00077）、同年10月21日にポニーキャニオンから再発売された（規格品番：PCDA-00928）。オリコンチャートにおける登場回数は12回。

## 概要
フジテレビ系列で放送の『ポンキッキーズ』メロディー（挿入歌）として制作された楽曲。
番組では体操の振りを付けた「ポンキッキーズ体操 Ja-nay Gymnastics」が放送され、一般から参加者を募った全国キャラバンの実施や、『SMAP×SMAP』・『料理の鉄人』・『ゲゲゲの鬼太郎』など、当時フジテレビ系列番組の出演者・キャラクターが踊ったコラボレーションもなされた。
歌の中で使用される「モジャベリ タトゥイネ」は、スワヒリ語で「1、2、3、4」を意味している。
歌詞を一部改変したものが、2000年のサントリー・スーパーホップスのCM曲や、2017年の大塚製薬・SOYJOY、2020年のアサヒ飲料・十六茶（歌唱：橋本絵莉子）、2024年のLINEMO（歌唱：川口春奈）のCM曲としても使用されている。

## 収録曲
（全作詞：三浦徳子、作曲：三井誠、編曲：清水靖晃）
1. Ja-nay [3:36]
  - ポンキッキーズ内「ポンキッキーズメロディー」
2. Ja-nay（カラオケ）
3. Ja-nay Gymnastics [1:41]